# عن استخدام الكورال في المسرحية التراجيدية

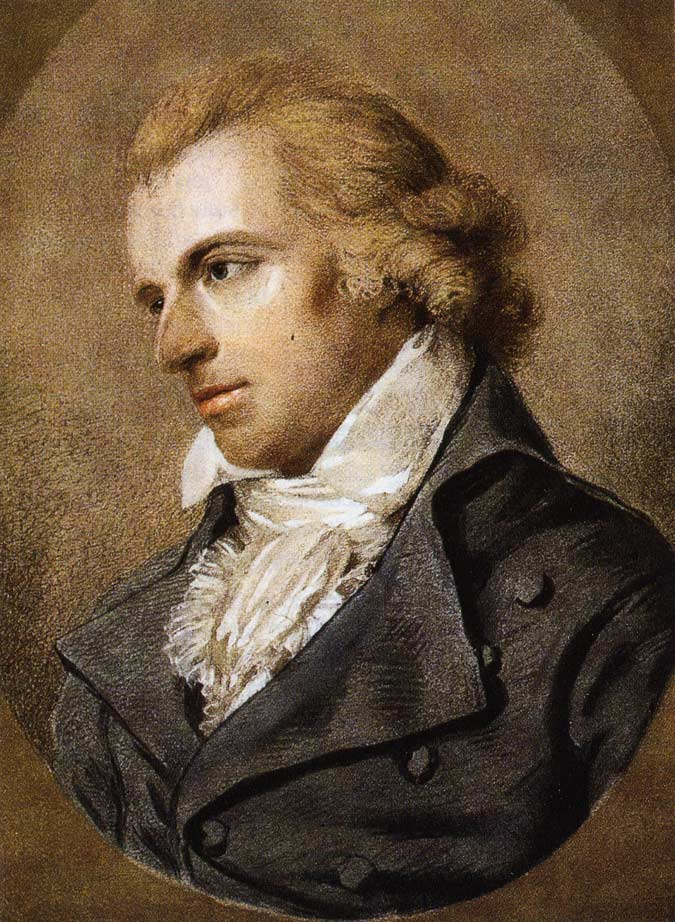
فريدرش شيلر

عن استخدام الكورال في المسرحية التراجيدية (بالألمانية: Über den Gebrauch des Chors in der Trag die) عنوان مقالة من تأليف الكاتب الألماني فريدرش شيلر (1759-1805)، نُشرت للمرة الأولى في العام 1803، يعلل فيها استخدامه للكورال (الجوقة) في مسرحياته التراجيدية بالتحديد مسرحية «عروس مسينا أو الإخوة الأعداء» (Die Braut von Messina oder Die feindlichen Brueder) وجعل المقال مقدمة للمسرحية.

## وصلات خارجية
- عن استخدام الكورال في المسرحية التراجيدية، على مشروع جوتنبرج الألماني.